# Öländsk kamklobagge
Öländsk kamklobagge (Omophlus betulae) är en skalbaggsart som först beskrevs av Herbst 1783.  Öländsk kamklobagge ingår i släktet Omophlus, och familjen svartbaggar. Enligt den svenska rödlistan är arten starkt hotad i Sverige. Arten förekommer på Öland. Artens livsmiljö är jordbrukslandskap, stadsmiljö.